# Київавтодор

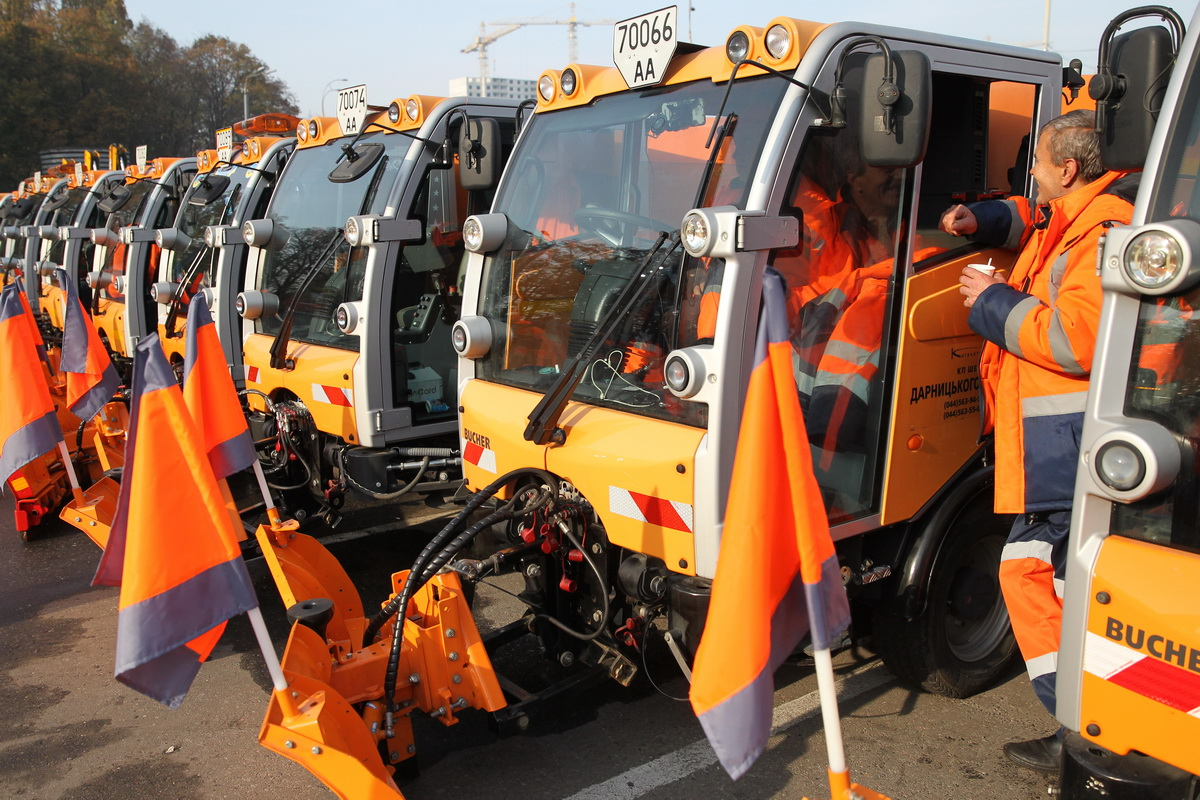
Техніка Київавтодору

Київавтодор — комунальна корпорація створена з метою ефективного використання об'єднаних майнових, виробничих, фінансових та комерційних можливостей підприємств, що входять до її складу, для виконання комплексу робіт з технічного нагляду, утримання та ремонту автомобільних шляхів та шляхово-транспортних споруд на них, мереж зовнішнього освітлення вулиць, площ.
Всього на балансі підприємств, які входять до складу корпорації Київавтодор знаходяться:
- 2230 вулиць загальною протяжністю 1665,71 км:
- — загальноміського та районного значення 727,01 км;
- — місцевого значення 938,7 км;
- загальна балансова площа 27310 тис. м2, із них:
  - загальна площа проїзної частини 19600 тис. м2;
  - загальна площа тротуарів 7710 тис.м2;
- пішохідні переходи 273 од.:
  - підземних 228 од.;
  - надземних 45 од.;
- мостів та шляхопроводів — 176 од. з них:
  -  — мостів автомобільних — 32 од.;
  -  — мостів пішохідних — 45 од.;
  -  — шляхопроводів — 99 од.;
- закрита система дощової каналізації — 832,5 км;
- дощоприймальних колодязів — 29789 од.;
- оглядових колодязів — 13893 од.;
- транспортної огорожі — 156,168 км;
- пішохідної огорожі — 149,410 км;
- опор освітлення — 74416 од.;
- світлоточки — 183,3 од..;
- протяжність електромережі — 4170,4 км.

## Історія
Історія народження в Києві шляхової служби починається досить давно. З архівних документів відомо, що перші планові роботи з вимощення та благоустрою вуличної мережі Києва, яка нараховувала тоді близько 40 вулиць і за 100 провулків, були розпочаті за ініціативою Будівельного Комітету Київської міської управи з 1836 року. Обсяги робіт, які тоді передбачалися, становили близько 3,0 тис. м² вимощення вулиць і тротуарів.
З того часу будівництво твердого покриття та ремонт в Києві здійснювались плановому порядку щорічно. Тоді ж було розроблено перший Генеральний план забудові міста, який працював близько 50 років. Одним з найголовніших здобутків цього періоду було спорудження в 1848—1853 рр. Ланцюгового 730-метрового мосту через р. Дніпро. Проектування і будівництво цього мосту здійснено під керівництвом англійського інженера Карла де Віньоля. Міст мав сім кам'яних опор і поворотний пристрій для розведення судноплавного прольоту.
На кінець ХІХ сторіччя Київ складався з 230 вулиць і 17 площ, які освітлювалися майже 2000 газових ліхтарів. В цей період шляхова інфраструктура міста почала розвиватись стрімкими темпами. Почали проводитись масштабні роботи з вимощення нових та ремонту старих вулиць. Київ був першим серед міст Російської Імперії, де почали будуватись мозаїчні бруківки на бетонній основі. Такі роботи охопили мережу центральних магістралей Хрещатик, вул. Олександрівську, Миколаївську, Володимирську тощо. Граніт для цієї бруківки завозився зі Швеції. Вже в 1912 році половина вулиць міста мала тверде покриття.
Наприкінці 1914 року за ініціативою Міської Управи шляховики міста отримали першу поливальну машину.
Відомі події 1917—1920 рр. негативно відбилися на стані міського господарства взагалі, в тому числі шляхового. В 1932 році довжина Київських вулиць становила 548 км, або 7,9 млн.кв.м. Лише 45,5 відсотків з них були забруковані. В тридцяті роки починається розбудова периферійної вуличної мережі, на реконструкції центральних магістралей починає застосовуватись асфальтобетон, проте ці роботи суттєво стримувались через відсутність в місті належної шляхово-будівельної бази.
В 1936 році було затверджено новий Генеральний план Києва, який містив в собі ідею розширення міста на лівобережжя. За передвоєнні десятиріччя завдяки комплексному підходу при вирішенні питань розвитку міста та його комунальної інфраструктури шляхове господарство міста було виведене на якісно новий рівень. Стрімкий розвиток мереж громадського транспорту вимагав створення потужної шляхової інфраструктури. Тверде покриття отримали під'їзні шляхи до Києва з боку Житомира, Броварів, Посту-Волинського. Асфальтобетонне покриття з'явилось на вулицях Дарниці, Голосієво, Чоколовки. Повністю було виконано благоустрій проїзної частини і тротуарів на центральних магістралях столиці, влаштовувалась дощова каналізація, площа зеленої зони міста дорівнювала 1600 гектарів, тобто 10 м² на кожного киянина. В 1940 році кількість світлоточок на вулицях міста збільшилась до 7,8 тис.одиниць, налагоджувалось механічне прибирання вулиць, в тому числі взимку.
Загалом, в цей період міське комунальне господарство являло собою достатньо потужну галузь. Тут нараховувалось 11 спеціалізованих трестів і управлінь, до складу яких входили і підрозділи, відповідальні за стан шляхових мереж міста.

## Організаційна структура
До складу корпорації Київавтодор входить 15 комунальних підприємств (загальною кількістю близько 4 тис. працюючих осіб):
- 10 комунальних підприємств (по кількості районів) 'Шляхово-експлуатаційне управління по ремонту та експлуатації автомобільних шляхів та споруд на них';
- комунальне підприємство 'Шляхово-експлуатаційне управління по ремонту та експлуатації автомобільних шляхів та споруд на них 'Магістраль'
- комунальне підприємство по ремонту та експлуатації мостів і шляхів 'Київавтошляхміст'
- комунальне автотранспортне підприємство КАТП-273904
- комунальне підприємство 'Учбово-курсовий комбінат'
- комунальне підприємство електромереж зовнішнього освітлення «Київміськсвітло»

## Керівництво

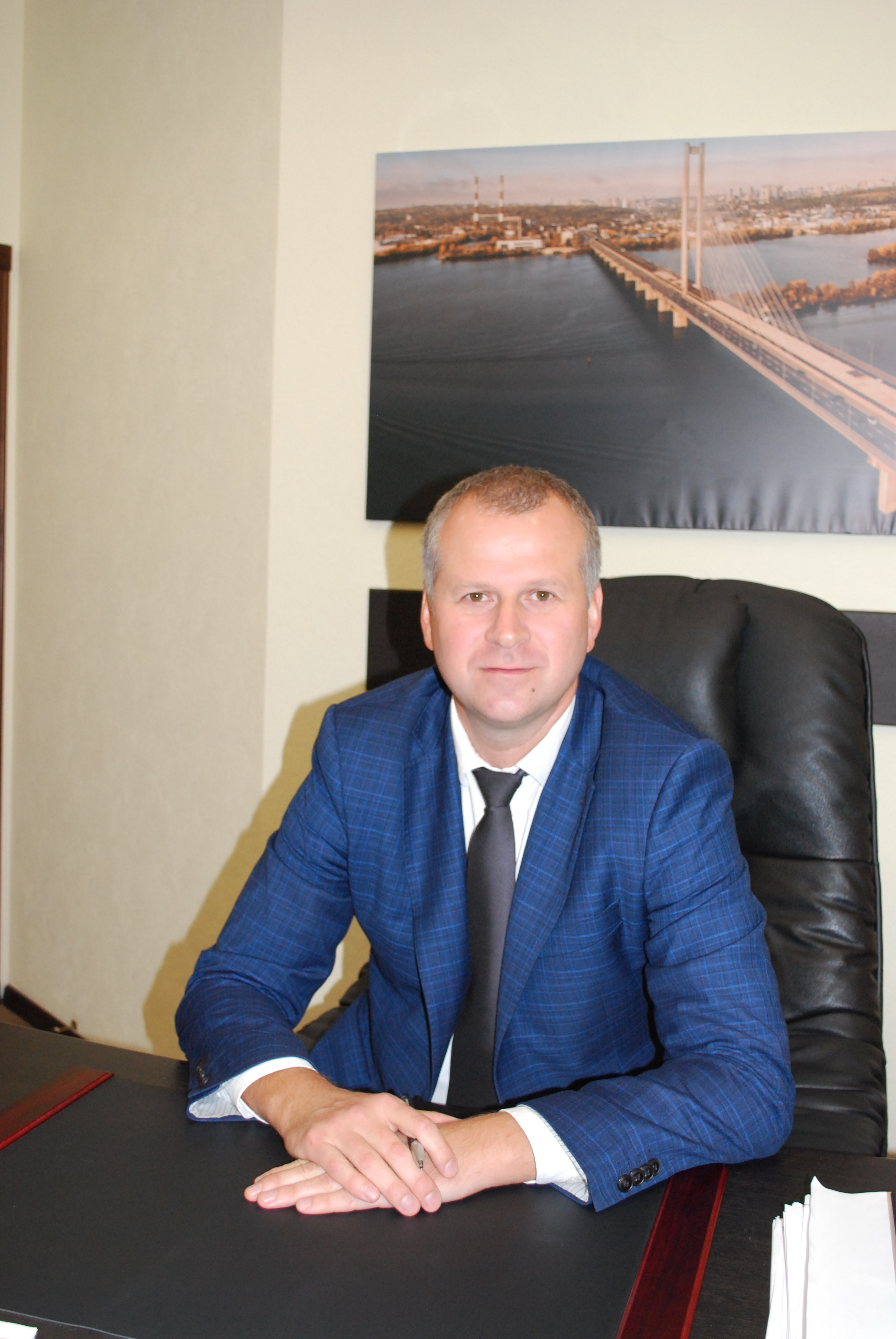
Олександр Федоренко

### Генеральні директори
- Федоренко Олександр Володимирович (з травня 2020 року)
- Густєлєв Олександр Олександрович (квітень 2015 — лютий 2020)[1]
- Жуков Володимир Андрійович (травень 2014 — квітень 2015)[1][2]
- Береговий Петро Іванович (березень 2013 — травень 2014)[3][1]
- Глинський Георгій Ярополкович (24 липня 2007 — 26 березня 2013)[4][5]
- Жуков Володимир Андрійович (1998—2007)[1]